# Astragalus albido-flavus
Astragalus albido-flavus es una especie de planta del género Astragalus, de la familia de las leguminosas, orden Fabales.
Fue descrita científicamente por K.T.Fu.